# Stazione di Cupone
Stazione di Cupone vasútállomás Olaszországban, Capistrello településen.

## Vasútvonalak
Az állomást az alábbi vasútvonalak érintik:
- Avezzano–Roccasecca-vasútvonal

## Kapcsolódó állomások
A vasútállomáshoz az alábbi állomások vannak a legközelebb:
- Stazione di Capistrello
- Stazione di Pescocanale